# Basketligan 1995/1996
Basketligan 1995/1996

## Grundserie

### A1
| Plats | Lag                    | Spelade | Vinster | Förluster | Poäng     | +/-  | Poäng |
| ----- | ---------------------- | ------- | ------- | --------- | --------- | ---- | ----- |
| 1     | Plannja Basket         | 38      | 28      | 10        | 3353-2903 | +450 | 56    |
| 2     | Södertälje BBK         | 38      | 27      | 11        | 3267-3120 | +147 | 54    |
| 3     | Solna Vikings          | 38      | 23      | 15        | 3156-3066 | +90  | 46    |
| 4     | New Wave Sharks        | 38      | 23      | 15        | 3343-3153 | +190 | 46    |
| 5     | Alvik BBK              | 38      | 21      | 17        | 3204-3124 | +80  | 42    |
| 6     | Norrköping Dolphins    | 38      | 19      | 19        | 3197-3186 | +11  | 38    |
| 7     | Stockholm Capitals BBK | 38      | 8       | 30        | 3063-3358 | -295 | 16    |

### A2
| Plats | Lag                  | Spelade | Vinster | Förluster | Poäng     | +/-  | Poäng |
| ----- | -------------------- | ------- | ------- | --------- | --------- | ---- | ----- |
| 1     | Fyrishov Gators      | 38      | 25      | 13        | 3277-3237 | +40  | 50    |
| 2     | Heta Skåne BBK       | 38      | 19      | 19        | 3320-3275 | +45  | 38    |
| 3     | Kvarnby Evergreens   | 38      | 17      | 21        | 3265-3297 | -32  | 34    |
| 4     | Marbo 7härad BBK     | 38      | 17      | 21        | 3318-3333 | -15  | 34    |
| 5     | Sundsvall Dragons    | 38      | 16      | 22        | 2898-2999 | -101 | 32    |
| 6     | Jämtland Ambassadors | 38      | 13      | 25        | 3141-3462 | -321 | 26    |
| 7     | JB Knights BK        | 38      | 10      | 28        | 3115-3404 | -289 | 20    |

## Slutspel

### Åttondelsfinaler
| Datum                                            | Match                | Resultat |
| ------------------------------------------------ | -------------------- | -------- |
| Alvik BBK - Marbo 7härad BBK (2 - 0)             |                      |          |
| 6 mars 1996                                      | Alvik - M7           | 83 - 82  |
| 8 mars 1996                                      | M7 - Alvik           | 76 - 90  |
| Norrköping Dolphins - Kvarnby Evergreens (2 - 1) |                      |          |
| 6 mars 1996                                      | Norrköping - Kvarnby | 111 - 99 |
| 8 mars 1996                                      | Kvarnby - Norrköping | 95 - 83  |
| 10 mars 1996                                     | Norrköping - Kvarnby | 81 - 75  |

### Kvartsfinaler
| Datum                                        | Match                | Resultat   |
| -------------------------------------------- | -------------------- | ---------- |
| Solna Vikings - Fyrishov Gators (1 - 3)      |                      |            |
| 13 mars 1996                                 | Solna - Fyrishov     | 90 - 87 EF |
| 15 mars 1996                                 | Fyrishov - Solna     | 85 - 77    |
| 18 mars 1996                                 | Solna - Fyrishov     | 82 - 90    |
| 20 mars 1996                                 | Fyrishov - Solna     | 91 - 89 EF |
| Plannja Basket - Norrköping Dolphins (3 - 2) |                      |            |
| 13 mars 1996                                 | Plannja - Norrköping | 74 - 64    |
| 15 mars 1996                                 | Norrköping - Plannja | 84 - 72    |
| 18 mars 1996                                 | Plannja - Norrköping | 75 - 63    |
| 20 mars 1996                                 | Norrköping - Plannja | 110 - 95   |
| 22 mars 1996                                 | Plannja - Norrköping | 90 - 69    |
| New Wave Sharks - Heta Skåne BBK (3 - 0)     |                      |            |
| 13 mars 1996                                 | New Wave - Skåne     | 85 - 76    |
| 15 mars 1996                                 | Skåne - New Wave     | 95- 90     |
| 18 mars 1996                                 | New Wave - Skåne     | 83 - 73    |
| 20 mars 1996                                 | Skåne - New Wave     | 78 - 90    |
| Södertälje BBK - Alvik BBK (3 - 1)           |                      |            |
| 13 mars 1996                                 | Södertälje - Alvik   | 73 - 75    |
| 15 mars 1996                                 | Alvik - Södertälje   | 74 - 78    |
| 18 mars 1996                                 | Södertälje - Alvik   | 73 - 60    |
| 20 mars 1996                                 | Alvik - Södertälje   | 83 - 101   |

### Semifinaler
| Datum                                    | Match                 | Resultat     |
| ---------------------------------------- | --------------------- | ------------ |
| Södertälje BBK - Fyrishov Gators (3 - 0) |                       |              |
| 25 mars 1996                             | Södertälje - Fyrishov | 93 - 74      |
| 27 mars 1996                             | Fyrishov - Södertälje | 74 - 80      |
| 29 mars 1996                             | Södertälje - Fyrishov | 86 - 69      |
| Plannja Basket - New Wave Sharks (0 - 3) |                       |              |
| 25 mars 1996                             | Plannja - New Wave    | 101 - 103 EF |
| 27 mars 1996                             | New Wave - Plannja    | 89 - 77      |
| 29 mars 1996                             | Plannja - New Wave    | 83 - 88      |

### Final
| Datum                                    | Match                 | Resultat |
| ---------------------------------------- | --------------------- | -------- |
| Södertälje BBK - New Wave Sharks (2 - 3) |                       |          |
| 8 april 1996                             | Södertälje - New Wave | 108 - 74 |
| 10 april 1996                            | New Wave - Södertälje | 101 - 70 |
| 12 april 1996                            | Södertälje - New Wave | 86 - 75  |
| 14 april 1996                            | New Wave - Södertälje | 120 - 94 |
| 16 april 1996                            | Södertälje - New Wave | 83 - 100 |

## Svenska mästarna
- New Wave Sharks